# 326 î.Hr.

## Evenimente
- Bătălia de la Hidaspes. Conflict între armata macedoneană a lui Alexandru cel Mare (întărită cu aliații greci și perși) și armata regelui indian Porus.

## Nașteri
- dată necunoscută: Farnavaz I de Iberia  (d. 234 î.Hr.)